# Hattingen
Hattingen ist nach Witten die zweitgrößte Stadt des Ennepe-Ruhr-Kreises in Nordrhein-Westfalen. Sie liegt im südlichen Teil des Ruhrgebiets an der Ruhr und grenzt unmittelbar an die Großstädte Wuppertal, Essen und Bochum.

## Geographie
Hattingen wurde auf einer Flussterrasse der Ruhr gegründet und hat einen gut erhaltenen historischen Kern mit zahlreichen Fachwerkhäusern. Das Stadtzentrum hat den Einzugsbereich einer Mittelstadt. Hattingen liegt auf einer Höhe von 60 bis 306 m ü. NHN.
Zu den Gewässern zählen: Felderbach, Haselbecke, Heierbergsbach, Heimansbuschbach, Kerbecke, Isenbergbach, Maasbecke, Meyerbergsbach, Nierenhofer Bach, Paasbach, Pleßbach, Porbecke und Sprockhöveler Bach.
Hattingen ist in die Stadtteile Blankenstein, Bredenscheid-Stüter, Hattingen-Mitte, Holthausen, Niederbonsfeld, Niederelfringhausen, Niederwenigern, Oberelfringhausen, Oberstüter, Welper und Winz-Baak unterteilt.
Die Nachbarstädte Hattingens sind die kreisfreien Städte Bochum, Essen und Wuppertal sowie Sprockhövel, Witten (beide Ennepe-Ruhr-Kreis) und Velbert (Kreis Mettmann). Südlich liegt mit der so genannten Elfringhauser Schweiz ein beliebtes Naherholungsgebiet.

## Geschichte

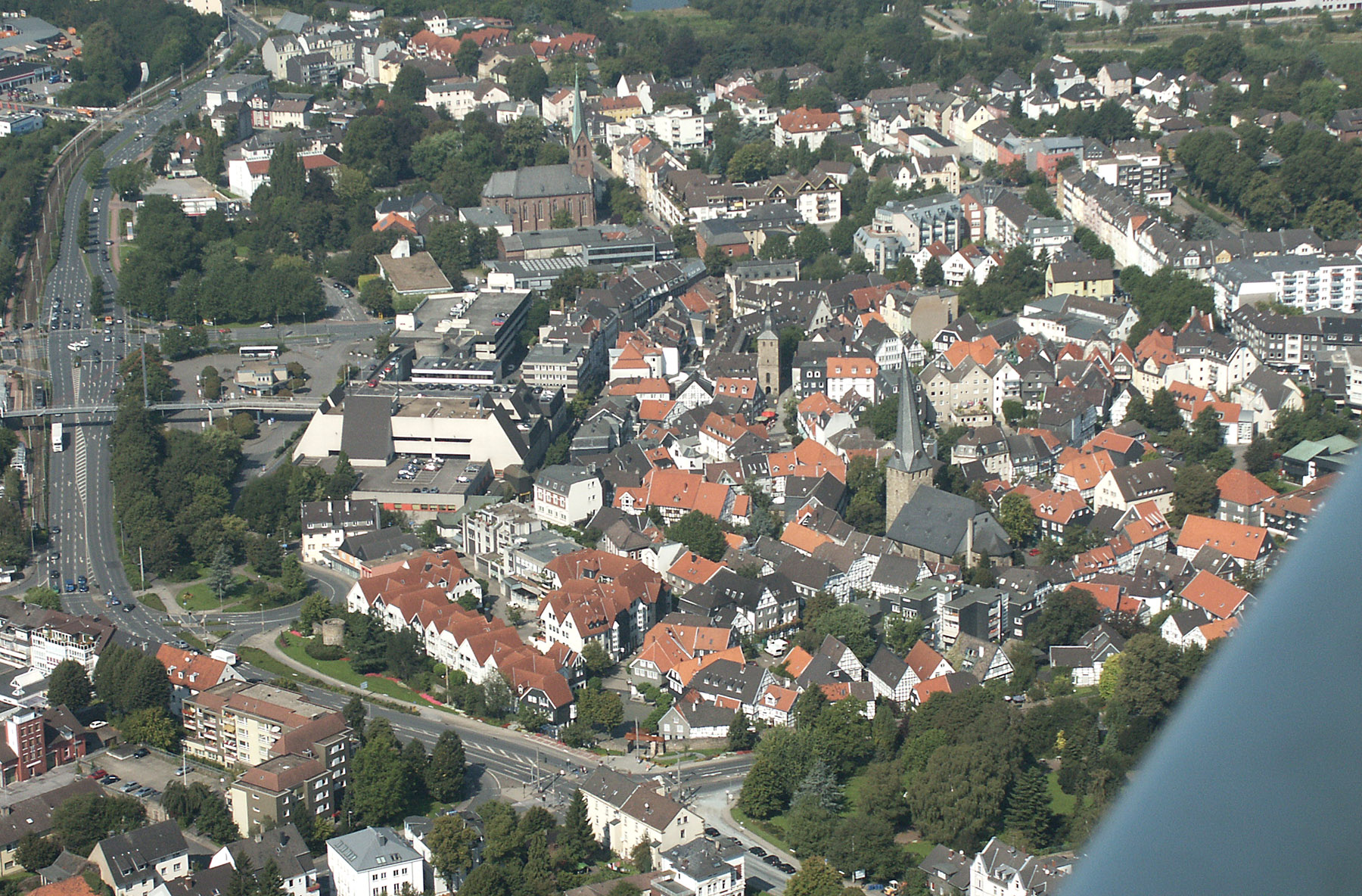
Der historische Ortskern Hattingens, Aufnahme 2004

Hattingen wird 990 erstmals als Reichshof Hatneggen urkundlich erwähnt. Seine Lage zwischen dem Bergischen Land mit seinen Metallprodukten im Süden und der Hellwegzone im Norden mit ihren Textilwaren begünstigte den Handel. Der 1396 mit dem Grafen Dietrich von der Mark geschlossene Befestigungsvertrag gilt heute als Stadtwerdung Hattingens. 1554 wurde Hattingen als hansisch anerkannt.
Als Ruhrgebietsstadt war im 19. und 20. Jahrhundert der Kohleabbau sehr wichtig. Es gab mehrere Zechen in Hattingen. Bereits 1787 wurden der Rauendahler Schienenweg, eine Schienenstrecke von Rauendahl bei Hattingen bis zur Ruhr, in Betrieb genommen. Dabei handelte es sich um die weltweit erste Kohlen-Transport-Bahn.
Für mehr als 100 Jahre war die Henrichshütte Hauptarbeitgeber in Hattingen (zeitweise 10.000 Beschäftigte), das Unternehmen trug mit der Gründung von Arbeitersiedlungen (Hüttenau, Müsendrei unter anderem) auch bedeutend zur Entwicklung des heutigen Hattinger Stadtteils Welper bei.
Gegründet 1854 durch Henrich zu Stolberg-Wernigerode wurde „die Hütte“ zu einem der größten Eisenverhüttungs- und Stahlproduzenten der Region. Grund für die Standortwahl im damals von Landwirtschaft geprägten Hattingen war der Fund von Eisenerz auf dem Gebiet des heutigen Stadtteils Welper. Das Vorkommen war unergiebig, und einzig der Straßenname Müsendrei erinnert heute an den Schacht Müsen III, aus dem Eisenerz gefördert wurde.
Seit 1949 hat der DGB eine Bundesschule (heute Bildungszentrum) auf dem Homberg.
1987 wurde als Folge des Niedergangs der Kohle- und Schwerindustrie im Ruhrgebiet der letzte Hochofen der Henrichshütte stillgelegt. 
Viele ehemalige Gebäude der Henrichshütte sind mittlerweile abgerissen. Das Gelände wurde zu einem „Gewerbe- und Landschaftspark“ umgebaut und beheimatet einen der acht Standorte des LWL-Industriemuseums.

### Bevölkerung

Bevölkerungsentwicklung von 1714 bis 2016 nach nebenstehender Tabelle

| Bevölkerungsentwicklung Hattingen | Bevölkerungsentwicklung Hattingen | Bevölkerungsentwicklung Hattingen | Bevölkerungsentwicklung Hattingen | Bevölkerungsentwicklung Hattingen | Bevölkerungsentwicklung Hattingen | Bevölkerungsentwicklung Hattingen | Bevölkerungsentwicklung Hattingen |
| --------------------------------- | --------------------------------- | --------------------------------- | --------------------------------- | --------------------------------- | --------------------------------- | --------------------------------- | --------------------------------- |
| Jahr                              | 1714                              | 1804                              | 1900                              | 1939                              | 1946                              | 1950                              | 1961                              |
| Einwohner                         | 1.241                             | 1.976                             | 8.975                             | 18.063                            | 16.620                            | 19.400                            | 29.096                            |
| Fläche km²                        | 5,29                              | 5,29                              | 5,32                              | 8,26                              | 8,26                              | 8,26                              | 8,26                              |
|                                   |                                   |                                   |                                   |                                   |                                   |                                   |                                   |
| Jahr                              | 1970                              | 1975                              | 1985                              | 1990                              | 1995                              | 2000                              | 2005                              |
| Einwohner                         | 60.490                            | 58.929                            | 58.935                            | 61.129                            | 60.357                            | 60.436                            | 57.668                            |
| Fläche km²                        | 71,36                             | 71,36                             | 71,36                             | 71,36                             | 71,36                             | 71,36                             | 71,36                             |
|                                   |                                   |                                   |                                   |                                   |                                   |                                   |                                   |
| Jahr                              | 2012                              | 2013                              | 2016                              | 2022                              |                                   |                                   |                                   |
| Einwohner                         | 55.883                            | 55.948                            | 54.744                            | 54.637                            |                                   |                                   |                                   |
| Fläche km²                        | 71,40                             | 71,40                             | 71,66                             | 71,66                             |                                   |                                   |                                   |

### Eingemeindungen
Am 1. April 1939 wurden der Gemeindeteil Baak der Gemeinde Winz in die Stadt Hattingen umgegliedert.
Am 1. Januar 1970 wurde Hattingen durch das Gesetz zur Neugliederung des Ennepe-Ruhr-Kreises um die Gemeinden Blankenstein, Bredenscheid-Stüter (am 1. April 1926 durch Fusion von Bredenscheid und Niederstüter entstanden), Niederelfringhausen, Oberelfringhausen, Oberstüter und Winz (mit Dumberg und Niederwenigern) vergrößert.

## Politik

### Bürgermeister und Stadtverwaltung

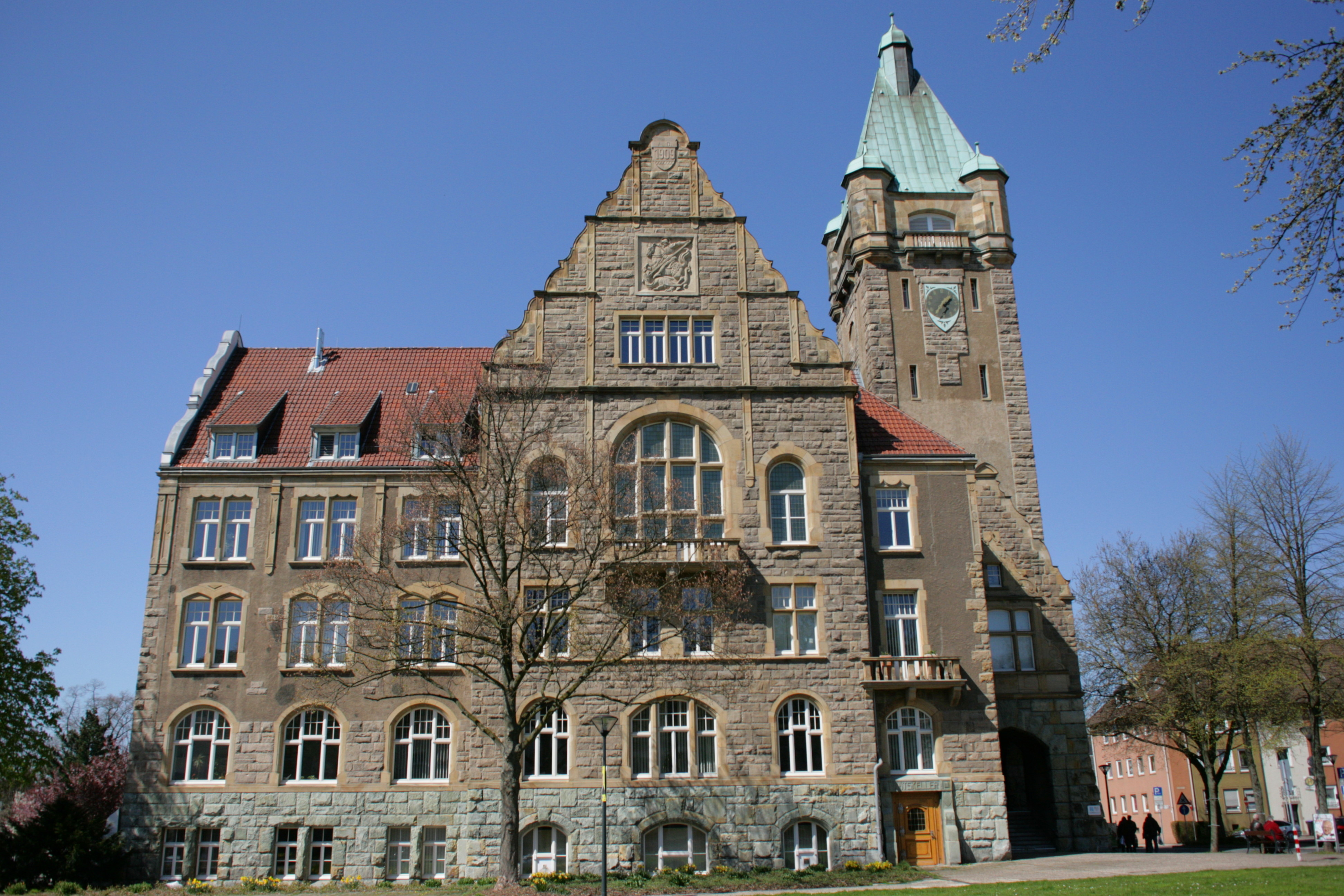
Rathaus Hattingen

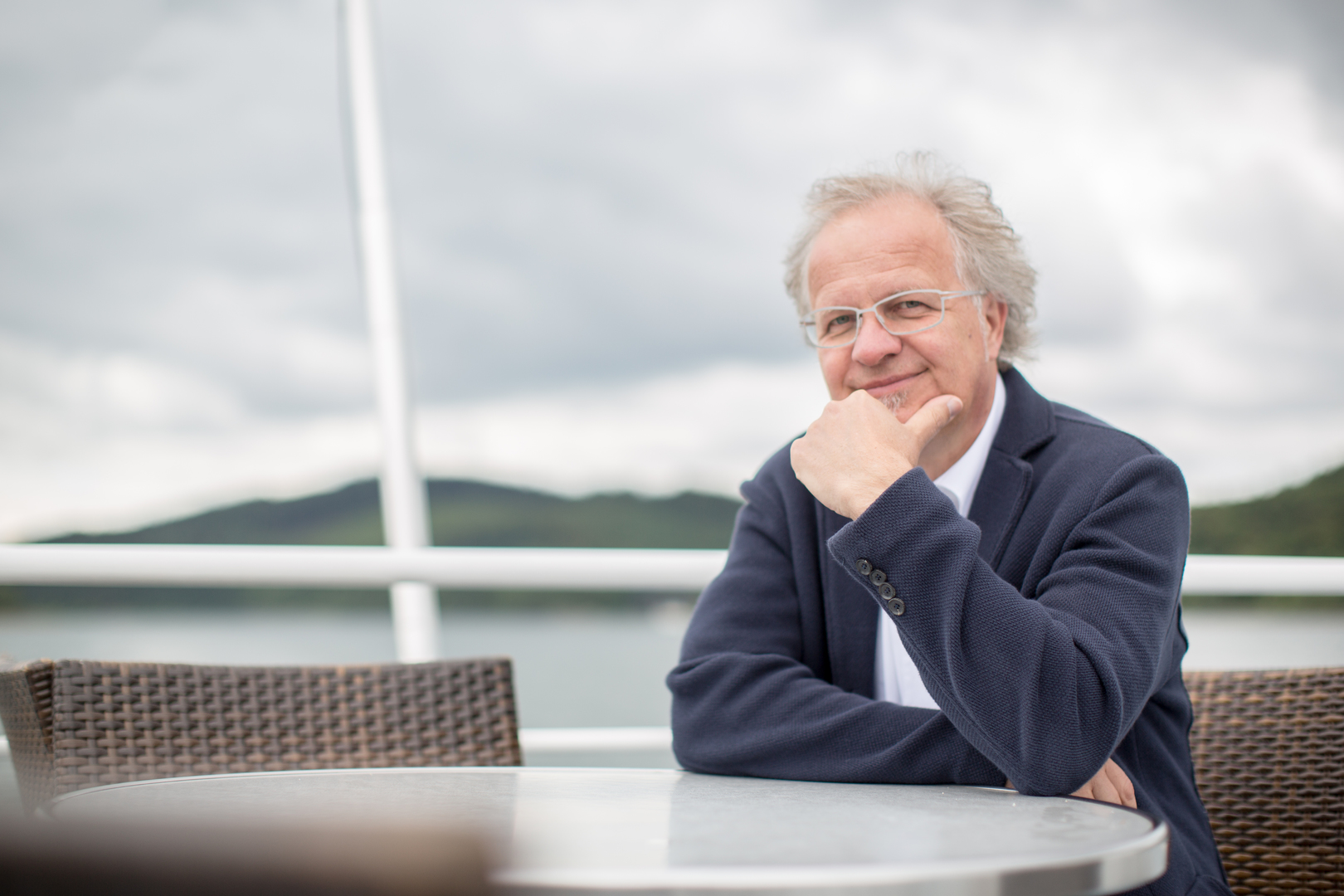
Dirk Glaser, amtierender Bürgermeister von Hattingen

Dirk Glaser trat 2015 als parteiloser Kandidat zur Bürgermeisterwahl in Hattingen an, unterstützt von CDU, Grünen und Freien Demokraten. Er gewann die Wahl mit 58,38 % der Stimmen und wurde am 22. Oktober 2015 zum neuen Bürgermeister der Stadt Hattingen vereidigt. Er stellte sich bei den Kommunalwahlen in NRW am 13. September 2020 einer Wiederwahl, woraus er als Erstplatzierter hervorging. In der Stichwahl am 27. September setzte er sich mit einem Vorsprung von rund 17 Prozentpunkten gegen den Mitbewerber Frank Mielke (SPD) durch. Die neue Wahlperiode dauert von 2020 bis 2025.

### Stadtrat
| Parteien und Wählergruppen | Sitze     | Sitze     | Sitze     | Sitze     | Sitze     |
| Parteien und Wählergruppen | 1999–2004 | 2004–2009 | 2009–2014 | 2014–2020 | 2020–2025 |
| -------------------------- | --------- | --------- | --------- | --------- | --------- |
| SPD                        | 20        | 19        | 19        | 19        | 16        |
| CDU                        | 21        | 18        | 15        | 15        | 15        |
| Grüne                      | 3         | 5         | 6         | 6         | 11        |
| Die Linke                  | –         | –         | 2         | 3         | –         |
| FDP                        | 2         | 3         | 4         | 2         | 3         |
| Die PARTEI                 | –         | –         | –         | –         | 3         |
| Piraten                    | –         | –         | –         | 1         | –         |

|
- PARTEI: 3
- SPD: 16
- Grüne: 11
- FDP: 3
- CDU: 15

### Wappen, Banner und Flagge
| Wappen der Stadt Hattingen | Blasonierung: „In Blau St. Georg in silberner (weißer) Rüstung mit goldenem (gelbem) Heiligenschein, auf silbernem (weißem), rot gezäumten Pferd, mit silberner (weißer) Lanze einen grünen Lindwurm in den Rachen stechend.“ |
| Wappen der Stadt Hattingen | Wappenbegründung: Der Stadt ist mit Urkunde des Regierungspräsidenten Arnsberg vom 10. Juli 1970 das Recht zur Führung eines Wappens, einer Flagge (Banner) und eines Dienstsiegels verliehen. Das Wappen wurde erstmals am 15. August 1911 durch den preußischen König Wilhelm II. verliehen. Es ist abgeleitet von einem Siegel um 1400. Der hl. Georg ist Kirchen- und Stadtpatron. |

Banner: „Das Banner ist blau-gelb gespalten mit dem Wappen der Stadt in der Mitte.“
Hissflagge: „Die Flagge ist blau-gelb geteilt mit dem Wappen der Stadt in der Mitte.“
Es werden auch Flaggen und Banner ohne Wappen verwendet.

Banner
Banner ohne Wappen
Hissflagge
Hissflagge ohne Wappen
Wappen des ehem. Amtes Hattingen
Wappen des ehem. Amtes Blankenstein
Wappen der ehem. Stadt Blankenstein
Wappen der ehem. Gemeinde Niederwenigern
Wappen der ehem. Gemeinde Welper
Wappenentwurf der ehem. Stadt Blankenstein-Welper

## Kultur und Sehenswürdigkeiten
Die Hattinger Altstadt ist mit ihren fast 150 mittelalterlichen Fachwerkhäusern ein beliebtes Ausflugsziel. Sie sind Ausdruck des Bürgerwillens in der Stadt, der sich in den 1960er Jahren gegen eine Flächensanierung und für die Objektsanierung aussprach. 
Die bekanntesten historischen Gebäude sind die St.-Georgs-Kirche, das Alte Rathaus, der Glockenturm und das wegen seiner Form so genannte Bügeleisenhaus aus dem 17. Jahrhundert mit dem „Museum im Bügeleisenhaus (MiBEH)“ des Heimatvereins Hattingen/Ruhr e. V. Von 1771 bis 1856 lebten in diesem Gebäude Tuchmacher, die auf ihren Webstühlen Tuche herstellten. Knaggen und Balken mit Voluten und Maskenschnitzereien bestimmen das Bild der Fassade. Vor dem Gebäude erinnert ein Stolperstein an die letzte jüdische Besitzerin des Hauses, Selma Abraham geb. Cahn, die zusammen mit ihrem Mann Alfred 1941 ins Ghetto Riga deportiert wurde. Siehe dazu Jüdisches Leben in Hattingen.
Einmal im Jahr findet im Sommer in Hattingen ein Altstadtfest mit Livemusik und vielen Ständen statt. In gleicher Frequenz ist auf dem Kirchplatz an der St.-Georgs-Kirche der „Kulinarische Altstadtmarkt“, an dem Hattinger Restaurants ihre Spezialitäten anbieten und auf einer Bühne Livemusik läuft.

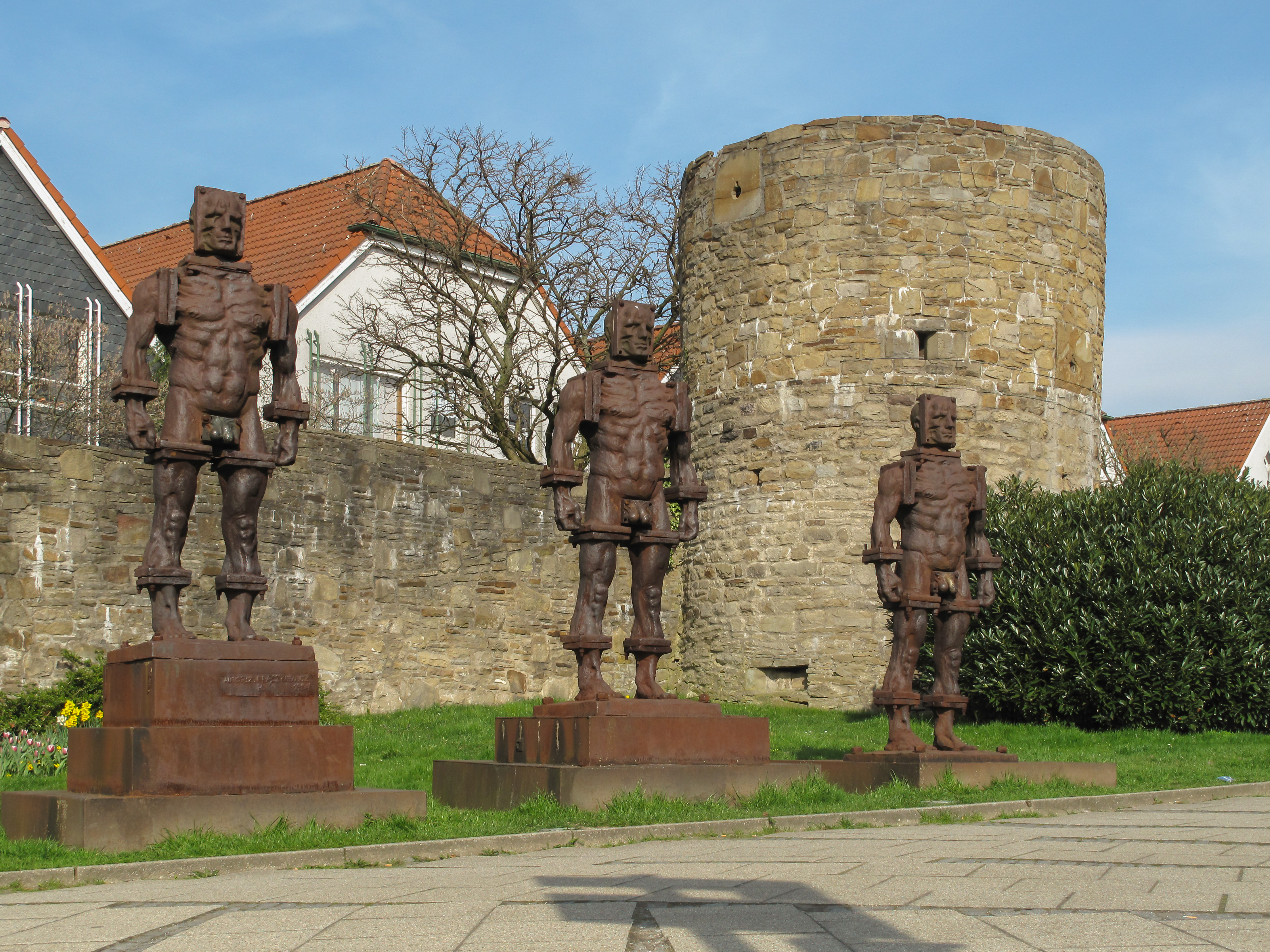
Eisenmänner

In der Nähe des Busbahnhofs an der alten Stadtmauer bewachen die von Zbigniew Frączkiewicz geschaffenen Eisenmänner den Zugang zur Stadt. Eher unauffällig liegt hier auch der Horkenstein.
In der Nähe der Stadtmauer befindet sich auch die alte Holschentorschule, in der sich seit März 2016 eine Freiwilligenagentur befindet.
Wegen seiner vielen Grünflächen ist Hattingen ein Naherholungsgebiet für viele Bewohner des Ruhrgebiets. Vor allem das Ruhrtal zieht Radler und Spaziergänger an. Zwischen Hattingen, Bochum und Witten liegt der Kemnader See, der zahlreiche Wassersportmöglichkeiten bietet. Ruhraufwärts kann man auf dem RuhrtalRadweg bis ins Sauerland radeln. Ruhrabwärts führt der Weg vorbei am Baldeneysee in Essen in Richtung Duisburg am Rhein. An einigen Stellen ist der alte Leinpfad erhalten. Die historische RuhrtalBahn (Dampfbetrieb) hat auch drei Haltepunkte in Hattingen.

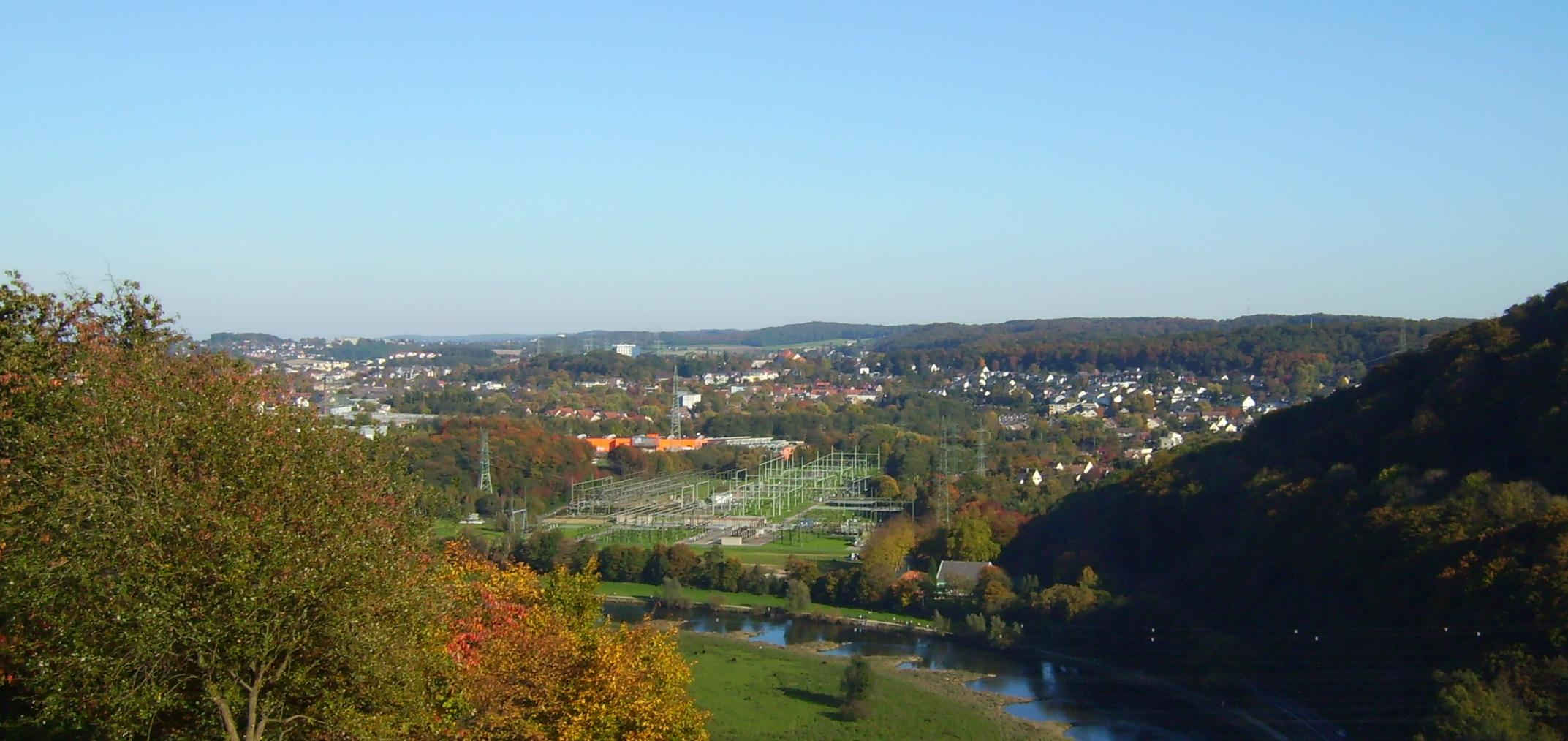
Hattingen von der Isenburg aus gesehen, im Vordergrund die Ruhr

Im Ruhrtal sind auf Hattinger Stadtgebiet die Burg Blankenstein, die Isenburg und Haus Kemnade. An letztgenanntem Ort befindet sich die Musikinstrumentensammlung Hans und Hede Grumbt mit rund 1800 Instrumenten und Spieluhren sowie dem in unmittelbarer Nähe der Wasserburg gelegenen Bauernhausmuseum. In den Bergen befindet sich der Bismarckturm Hattingen direkt am Ruhrhöhenweg. In Blankenstein befindet sich das Stadtmuseum Hattingen.
Seit 1920 besteht die Stadtbibliothek Hattingen, seit 1988 die Volkssternwarte Hattingen.
Die Henrichshütte ist Teil des Westfälischen Industriemuseums mit drei Rundwegen und dem 50.000 Quadratmetern großen Gelände. Hier findet u. a. seit 2010 das jährliche Event Schöne Sterne statt.
2005 beschloss die Stadt die Einrichtung des Deutschen Aphorismus-Archivs in den Räumlichkeiten des Stadtmuseums. In dem im selben Jahr gegründeten Förderverein zum Aufbau des Archivs ist die Stadt Mitglied. Leitidee ist, Hattingen als Stadt der Schlagfertigen bekannt zu machen. Ende 2019 ist das Archiv zur Heinrich-Heine-Universität in Düsseldorf umgezogen.
Seit 1991 wird jährlich von der KUBISCHU – Kultur- und Bildungskooperative Schulenberg Hattingen e. V. der Hattinger Förderpreis ausgeschrieben, ein Literaturpreis für junge Schriftsteller im Alter von 16 bis 25 Jahren. Die Preisvergabe findet jeweils im Herbst nach einer Lesung der von der Jury ausgewählten Schlussrundenteilnehmer statt. Es werden jeweils ein Jury- sowie ein Publikumspreis vergeben.
Siehe auch: Liste der Baudenkmäler in Hattingen, Liste von Sakralbauten in Hattingen, Liste von Kunstwerken im öffentlichen Raum in Hattingen, Liste der Bodendenkmäler in Hattingen, Liste der Stolpersteine in Hattingen, Liste der Museen im Ennepe-Ruhr-Kreis.

## Bilder

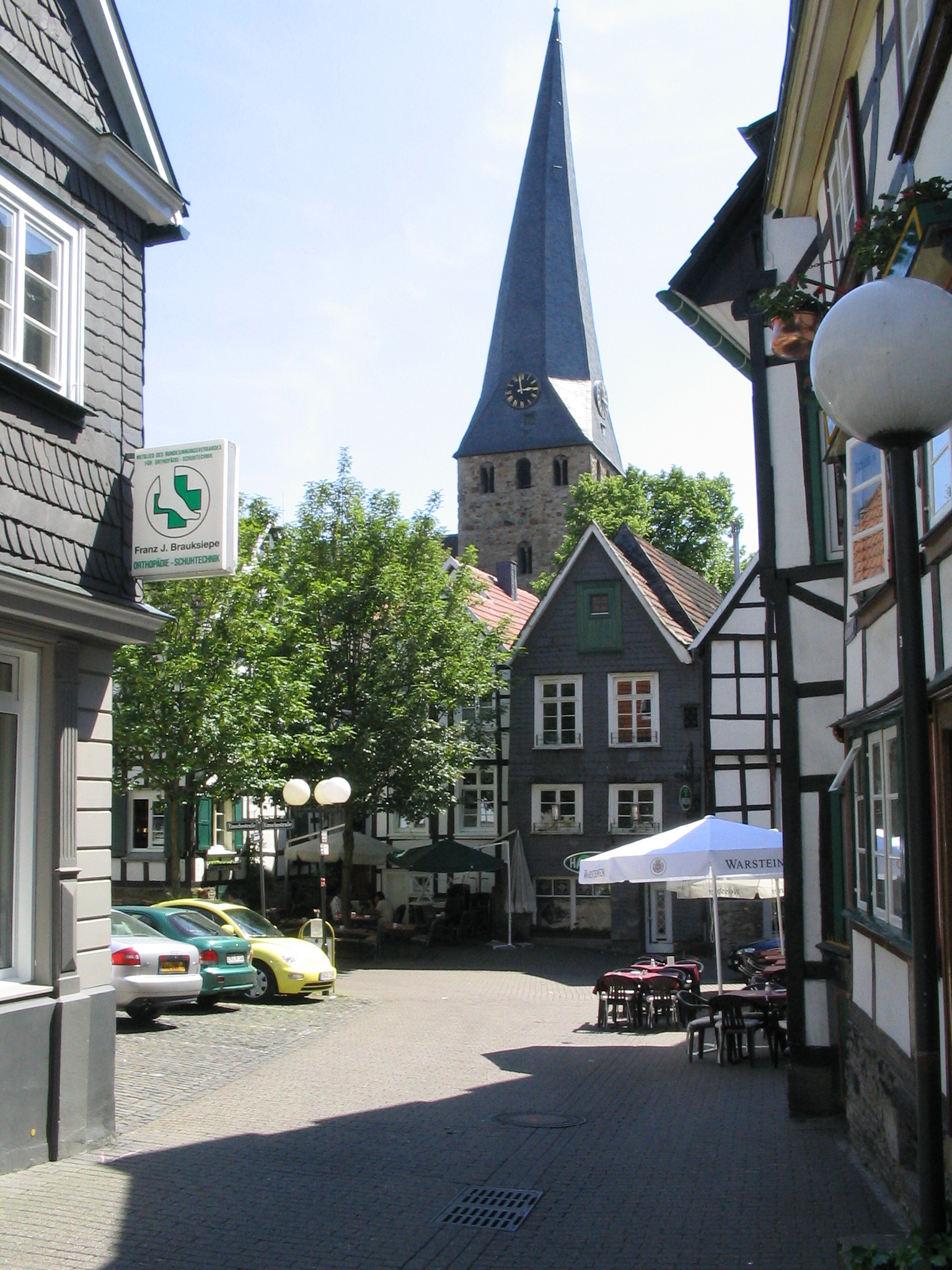
Sankt-Georgs-Kirche (Oktober 2004)
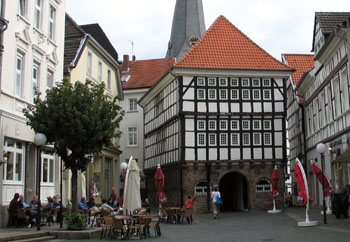
Hattinger Altstadt: Untermarkt mit Altem Rathaus
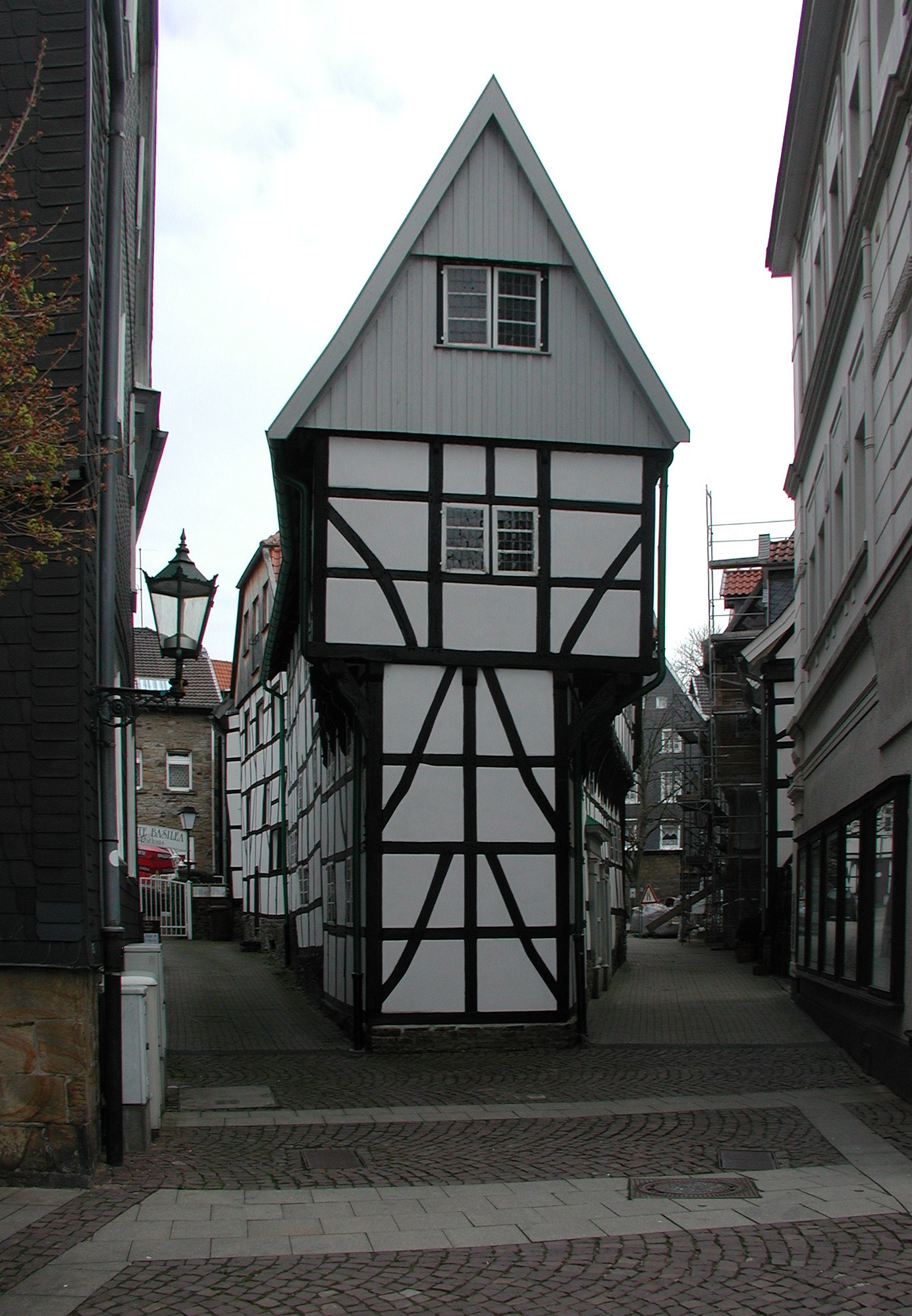
Bügeleisenhaus
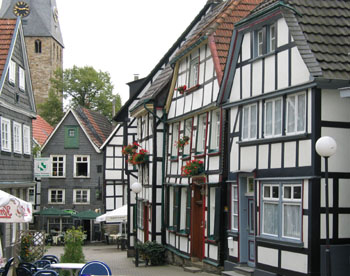
Hattinger Altstadt: Johannisstraße mit Blick auf die St.-Georgs-Kirche
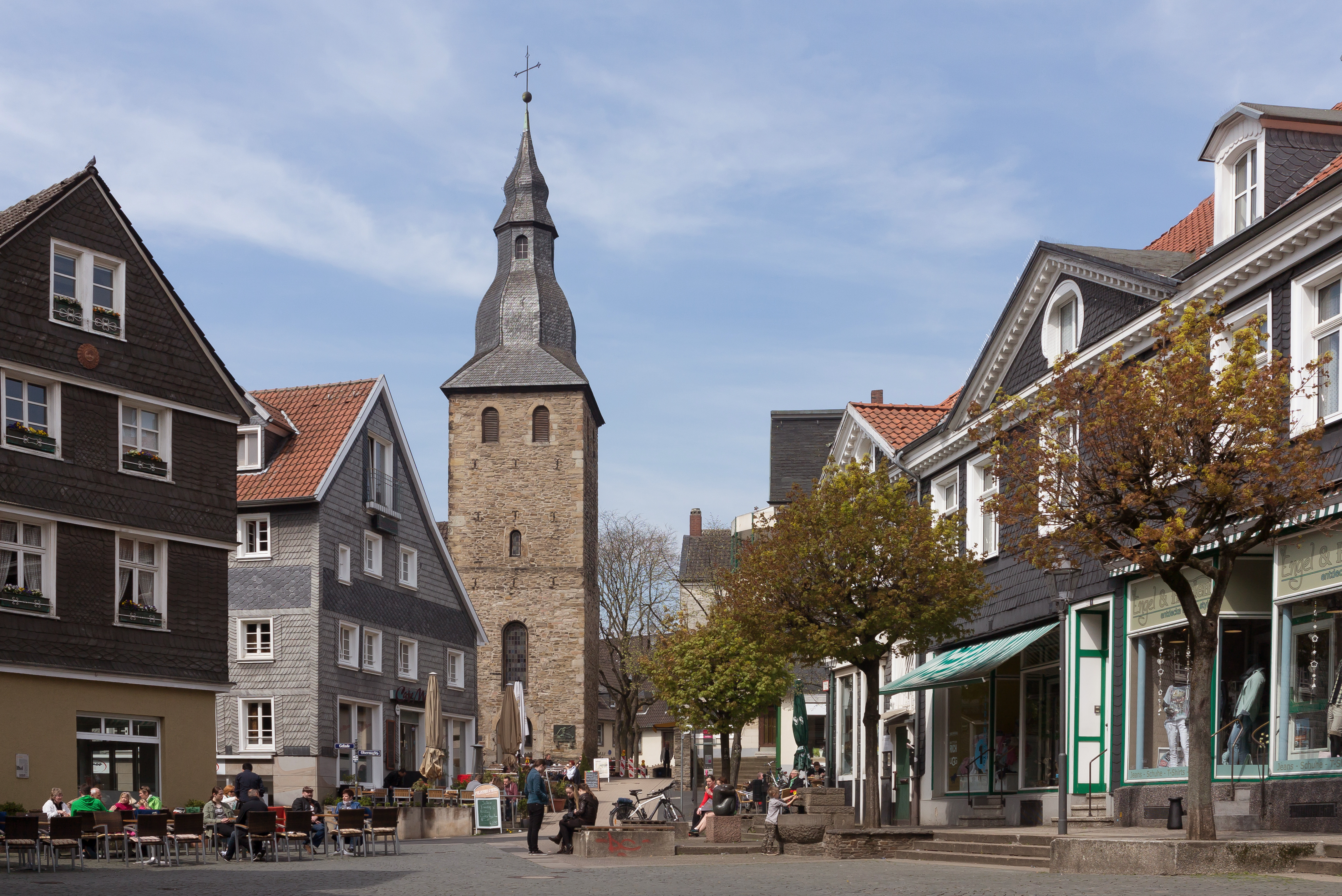
Straße mit Blick auf den Glockenturm der ehem. Johanniskirche
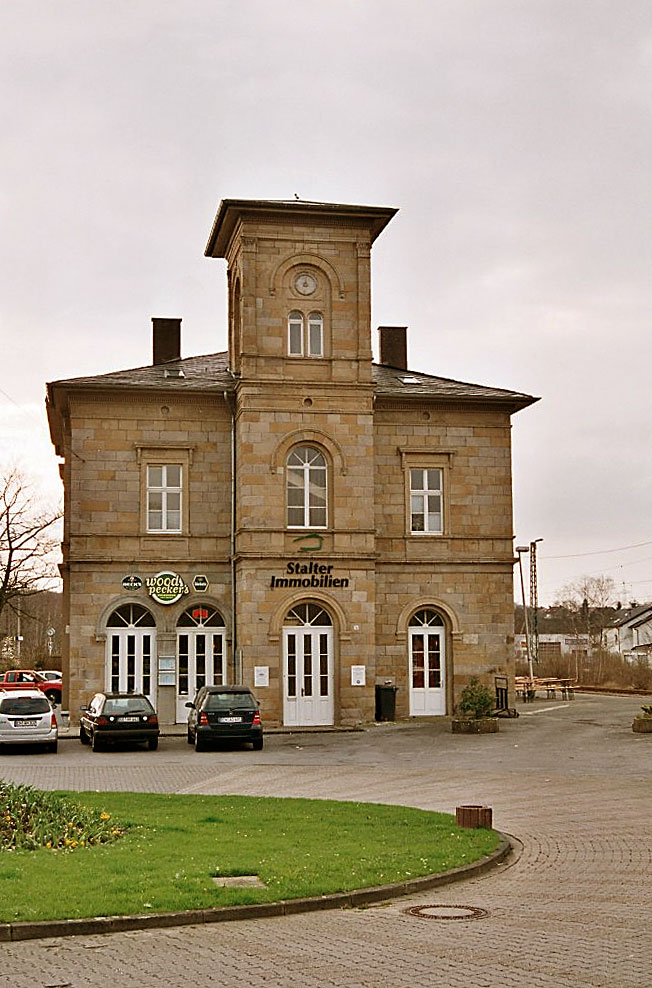
Alter Bahnhof Hattingen

## Verkehr
Über die Nachbarstädte Sprockhövel oder Witten ist die Autobahn 43, über Bochum sind die Autobahnen A 40, A 43 und A 448 und über Velbert die A 44 und A 535 erreichbar. Die geplante A 44 von Velbert über Hattingen nach Bochum zum Autobahnkreuz Bochum/Witten wurde nicht umgesetzt.
Mitten durch Hattingen verläuft die Landesstraße L 651 (bis 31. Dezember 2009 Bundesstraße 51). Auf ihr verkehrt ab ihrer Endstelle Hattingen Mitte die Straßenbahnlinie 308 der Bogestra nach Gerthe über Bochum Hauptbahnhof.
Ab dem S-Bahnhof Hattingen Mitte verkehrt die S-Bahn-Linie 3 über Bochum-Dahlhausen, Essen und Mülheim nach Oberhausen. Eine Reaktivierung der Bahnstrecke nach Wuppertal über Wichlinghausen ist derzeit im Gespräch. Bisher verläuft dort ein Radweg.
Am S-Bahnhof Hattingen Mitte befindet sich außerdem der Zentrale Omnibusbahnhof. Über ihn gibt es Verbindungen in die Ortsteile und zu allen umliegenden Städten.

## Sport
- Ski: Im Hattinger Wodantal existiert ein Skischlepplift mit einer Länge von 220 Metern. Er ist im Ruhrgebiet einzigartig und wird von einem Familienbetrieb geführt.[13][14]
- Billard: 1996 war Hattingen Austragungsort der Dreiband-Weltmeisterschaft, Sieger wurde der Kölner Christian Rudolph. Er war der erste Deutsche, der diesen Titel gewinnen konnte.
- Segeln: Der Segel-Club Hattingen ist Gründungsmitglied der Deutschen Segel-Bundesliga.[15]

## Trivia
Bis in die 1980er Jahre fuhr für die Hamburger Reederei HAPAG der Schnellfrachter MS Hattingen im Ostindiendienst, siehe Liste der HAPAG-Seeschiffe (1967).

## Persönlichkeiten
Die Liste von Persönlichkeiten der Stadt Hattingen enthält die Namen der Söhne und Töchter der Stadt sowie weiterer Personen, die mit Hattingen in Verbindung stehen.